# قائمة زملاء الجمعية الملكية المنتخبين في 1722
هذه الصفحة تعرض قائمة زملاء الجمعية الملكية المُنتخبين لعام 1722م.

## الزملاء
- توماس بيكون (١٦٦٤-١٧٣٦)
- تشارلز بوكليرك، الدوق الأول لسانت ألبانز (١٦٧٠-١٧٢٦)
- فيليب جوليوس بورنمان (اشتهر ١٧٢٢-١٧٢٦)
- ريتشارد بويل، إيرل بيرلينجتون الثالث وإيرل كورك الرابع (١٦٩٥-١٧٥٣)
- أمبروز ديكنز (حوالي ١٦٨٧-١٧٤٧)
- تشارلز دوغلاس، دوق كوينزبيري الثالث (١٦٩٨-١٧٧٨)
- صموئيل هاريس (١٦٨٢-١٧٣٣)
- روبرت هاكس (توفي عام ١٧٤٥)
- ريتشارد لوكاس (حوالي ١٦٩٣-؟ ١٧٤٧)
- توماس مايلز (توفي عام ١٧٦٧)
- ريتشارد مولسورث، الفيكونت الثالث مولسورث (١٦٨٠-١٧٥٨)
- جيوفاني باتيستا مورغاني (١٦٨٢-١٧٧١)
- صموئيل مورلاند (توفي عام ١٧٣٤)
- ويليام موسغريف (حوالي ١٦٩٦-١٧٢٤)
- جورج باركر، إيرل ماكليسفيلد الثاني (حوالي ١٦٩٧-١٧٦٤)
- ويليام باستون، إيرل يارموث الثاني (١٦٥٢-١٧٣٢)
- ويليام سلون (١٦٩٦-١٧٦٧)
- تشارلز تايلور (حوالي ١٦٩٣-١٧٦٦)
- أبراهام فاتر (١٦٨٤-١٧٥١)
- تالبوت يلفرتون، إيرل ساسكس (1690–1731)